# Liste der Eishockeyspiele mit der höchsten Zuschauerzahl
Die Liste der Eishockeyspiele mit der höchsten Zuschauerzahl gibt einen Überblick über die Eishockeyspiele mit der höchsten Zuschauerzahl. Alle Spiele in dieser Liste wurden in Stadien ausgetragen, in denen sonst Feldsportarten wie Fußball, Gridiron Football oder Baseball betrieben werden. Alle Spiele wurden im 21. Jahrhundert ausgetragen, mit Ausnahme des letzten Spiels der Weltmeisterschaft 1957 in der Sowjetunion. Am 11. Dezember 2010 wurde im Michigan Stadium mit 104.173 gezählten Zuschauern bei einem Collegespiel zwischen der University of Michigan und der Michigan State University ein neuer Weltrekord aufgestellt. Die University of Michigan gab an, dass sich insgesamt 113.411 Zuschauer im Stadion befunden hätten. Am 1. Januar 2014 trug die NHL im selben Stadion das NHL Winter Classic 2014 aus. Die Liga gab hier eine Zuschauerzahl von 105.491 an, Guinness World Records erkannte aber keinen neuen Weltrekord an, da hierfür nur die am Eingang gescannten Tickets zählten, und der Rekord nach dieser Zählweise nicht übertroffen wurde. Den Rekord für ein Spiel in einer Halle hält das Eröffnungsspiel der Weltmeisterschaft 2010 in der Veltins-Arena in Gelsenkirchen.
Die folgende Liste enthält die 25 Spiele mit der höchsten Zuschauerzahl.
| Platz | Zuschauer  | Ort                                   | Datum             | Ereignis                         | Heimmannschaft                      | Auswärtsmannschaft           | Ergebnis |
| ----- | ---------- | ------------------------------------- | ----------------- | -------------------------------- | ----------------------------------- | ---------------------------- | -------- |
| 1     | 105.491    | Michigan Stadium, Ann Arbor           | 1. Januar 2014    | NHL Winter Classic 2014          | Detroit Red Wings                   | Toronto Maple Leafs          | 2:3      |
| 2     | 104.173    | Michigan Stadium, Ann Arbor           | 11. Dezember 2010 | The Big Chill at the Big House   | University of Michigan              | Michigan State University    | 5:0      |
| 3     | 85.630     | Cotton Bowl, Dallas                   | 1. Januar 2020    | NHL Winter Classic 2020          | Dallas Stars                        | Nashville Predators          | 4:2      |
| 4     | 79.690     | MetLife Stadium, East Rutherford      | 18. Februar 2024  | NHL Stadium Series 2024          | New York Islanders                  | New York Rangers             | 5:6      |
| 5     | 77.803     | Veltins-Arena, Gelsenkirchen          | 7. Mai 2010       | Weltmeisterschaft 2010           | Vereinigte Staaten                  | Deutschland                  | 1:2      |
| 6     | 74.554     | Spartan Stadium, East Lansing         | 6. Oktober 2001   | Cold War                         | Michigan State University           | University of Michigan       | 3:3      |
| 7     | 71.381     | Gazprom-Arena, Sankt Petersburg       | 16. Dezember 2018 | Euro Hockey Tour                 | Russland                            | Finnland                     | 5:0      |
| 8     | 71.217     | Ralph Wilson Stadium, Buffalo         | 1. Januar 2008    | NHL Winter Classic 2008          | Buffalo Sabres                      | Pittsburgh Penguins          | 1:2      |
| 9     | 70.328     | MetLife Stadium, East Rutherford      | 17. Februar 2024  | NHL Stadium Series 2024          | New Jersey Devils                   | Philadelphia Flyers          | 6:3      |
| 10    | 70.205     | Levi’s Stadium, Santa Clara           | 21. Februar 2015  | NHL Stadium Series 2015          | San Jose Sharks                     | Los Angeles Kings            | 1:2      |
| 11    | 69.620     | Lincoln Financial Field, Philadelphia | 23. Februar 2019  | NHL Stadium Series 2019          | Philadelphia Flyers                 | Pittsburgh Penguins          | 4:3      |
| 12    | 68.619     | Nissan Stadium, Nashville             | 26. Februar 2022  | NHL Stadium Series 2022          | Nashville Predators                 | Tampa Bay Lightning          | 2:3      |
| 13    | 68.111     | Heinz Field, Pittsburgh               | 1. Januar 2011    | NHL Winter Classic 2011          | Pittsburgh Penguins                 | Washington Capitals          | 1:3      |
| 14    | 67.877[15] | Gazprom-Arena, Sankt Petersburg       | 15. Dezember 2019 | Euro Hockey Tour                 | Russland                            | Finnland                     | 2:0      |
| 15    | 67.770     | Gazprom-Arena, Sankt Petersburg       | 22. Dezember 2018 | Хоккей. Классика. Петербург 2018 | SKA Sankt Petersburg                | HK ZSKA Moskau               | 1:4      |
| 16    | 67.318     | Heinz Field, Pittsburgh               | 25. Februar 2017  | NHL Stadium Series 2017          | Pittsburgh Penguins                 | Philadelphia Flyers          | 4:2      |
| 17    | 67.246     | Gillette Stadium, Foxborough          | 1. Januar 2016    | NHL Winter Classic 2016          | Boston Bruins                       | Canadiens de Montréal        | 1:5      |
| 18    | 62.921     | Soldier Field, Chicago                | 1. März 2014      | NHL Stadium Series 2014          | Chicago Blackhawks                  | Pittsburgh Penguins          | 5:1      |
| 19    | 57.167     | Commonwealth Stadium, Edmonton        | 22. November 2003 | NHL Heritage Classic 2003        | Edmonton Oilers                     | Canadiens de Montréal        | 3:4      |
| 20    | 56.961     | Carter-Finley Stadium, Raleigh        | 18. Februar 2023  | NHL Stadium Series 2023          | Carolina Hurricanes                 | Washington Capitals          | 4:1      |
| 21    | 55.411     | Commonwealth Stadium, Edmonton        | 29. Oktober 2023  | NHL Heritage Classic 2023        | Edmonton Oilers                     | Calgary Flames               | 5:2      |
| 22    | 55.031     | Camp Randall Stadium, Madison         | 6. Februar 2010   | Camp Randall Hockey Classic      | University of Wisconsin–Madison     | University of Michigan       | 3:2      |
| 22    | 55.031     | Camp Randall Stadium, Madison         | 6. Februar 2010   | Camp Randall Hockey Classic      | University of Wisconsin–Madison (w) | Bemidji State University (w) | 6:1      |
| 23    | 55.000     | Olympiastadion Luschniki, Moskau      | 5. März 1957      | Weltmeisterschaft 1957           | UdSSR                               | Schweden                     | 4:4      |
| 24    | 54.194     | BC Place Stadium, Vancouver           | 2. März 2014      | NHL Heritage Classic 2014        | Vancouver Canucks                   | Ottawa Senators              | 4:2      |
| 25    | 54.099     | Dodger Stadium, Los Angeles           | 25. Januar 2014   | NHL Stadium Series 2014          | Los Angeles Kings                   | Anaheim Ducks                | 0:3      |

## Galerie

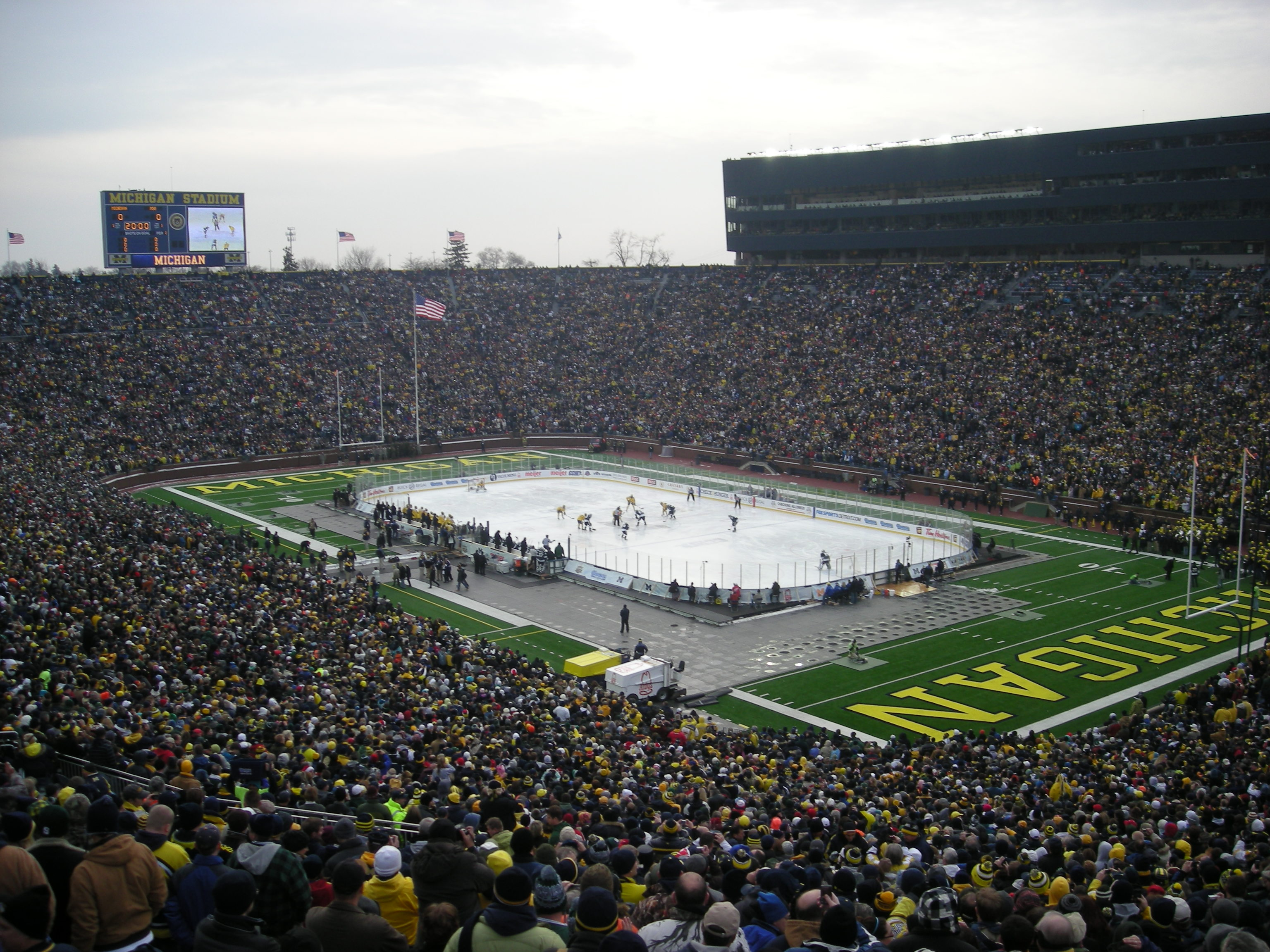
The Big Chill at the Big House
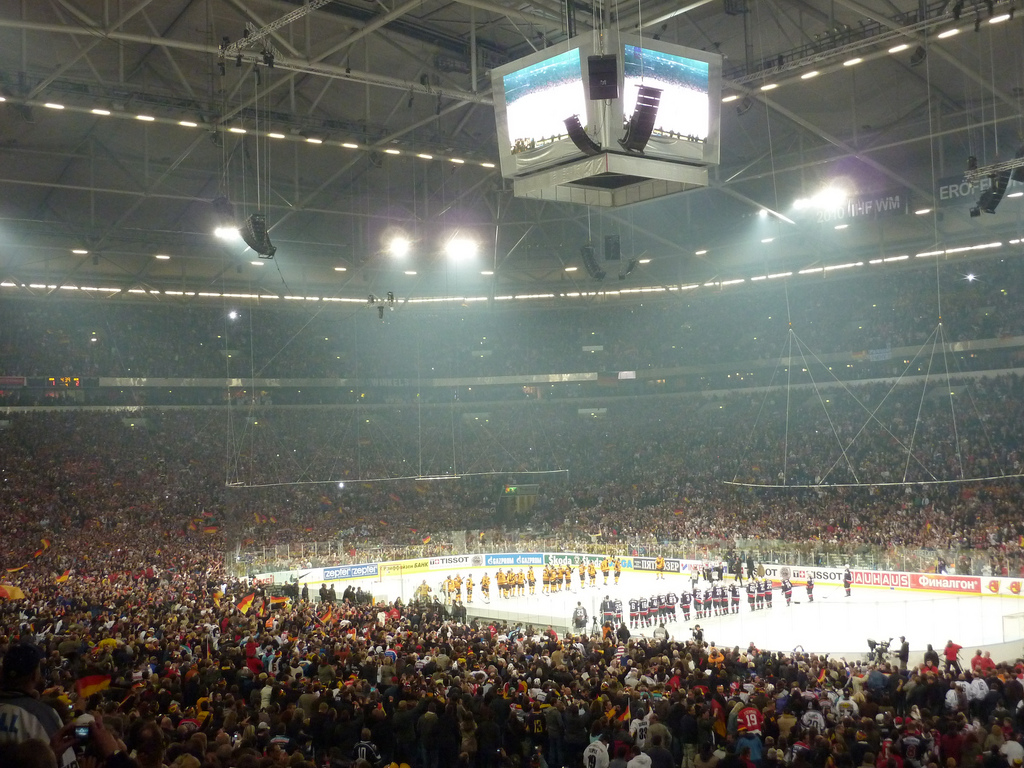
Eröffnungsspiel der Eishockey-Weltmeisterschaft der Herren 2010
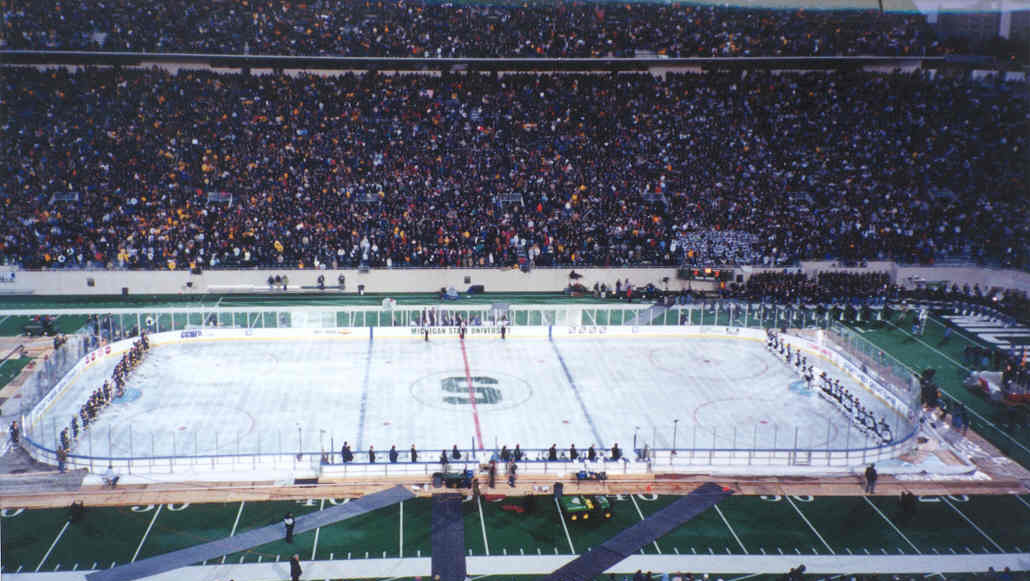
Als Cold War (Kalter Krieg) bekanntes Spiel
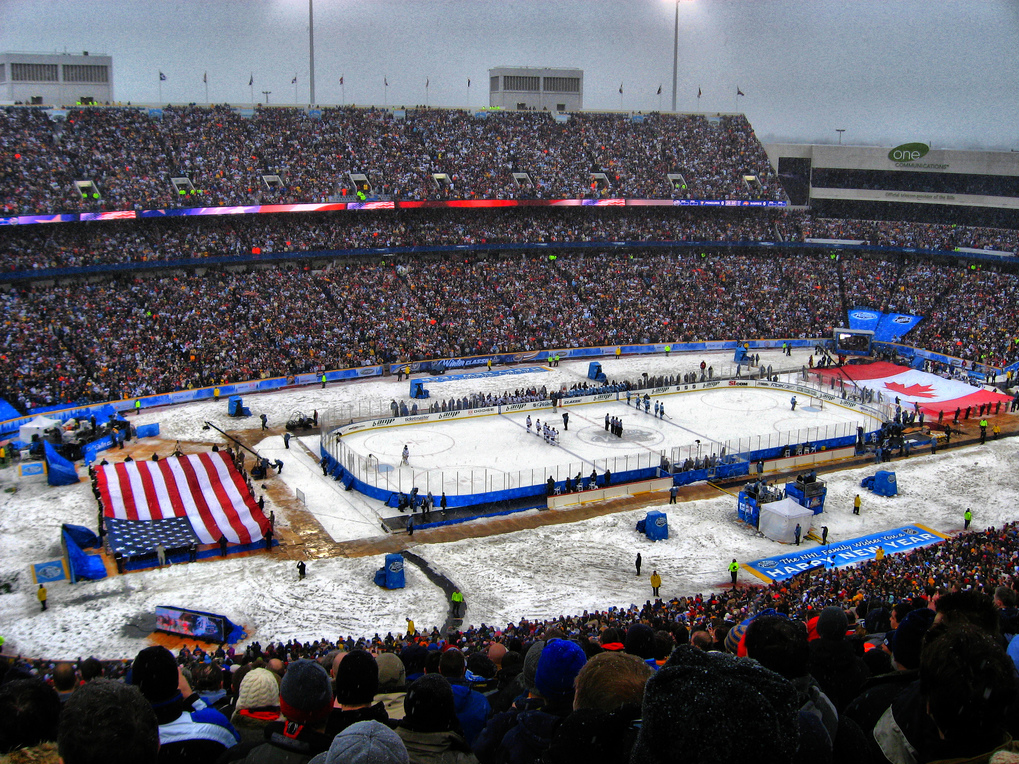
NHL Winter Classic 2008
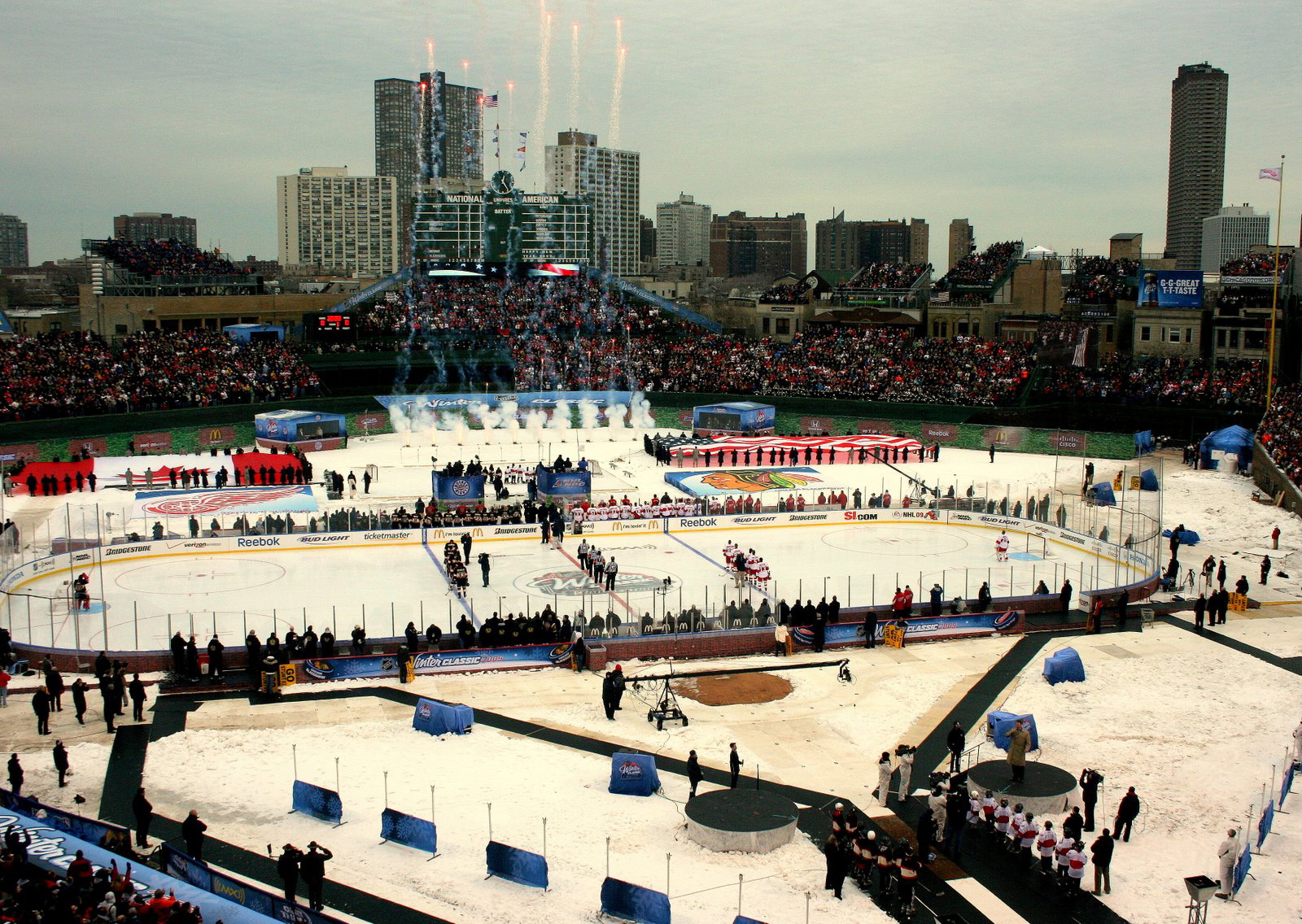
NHL Winter Classic 2009
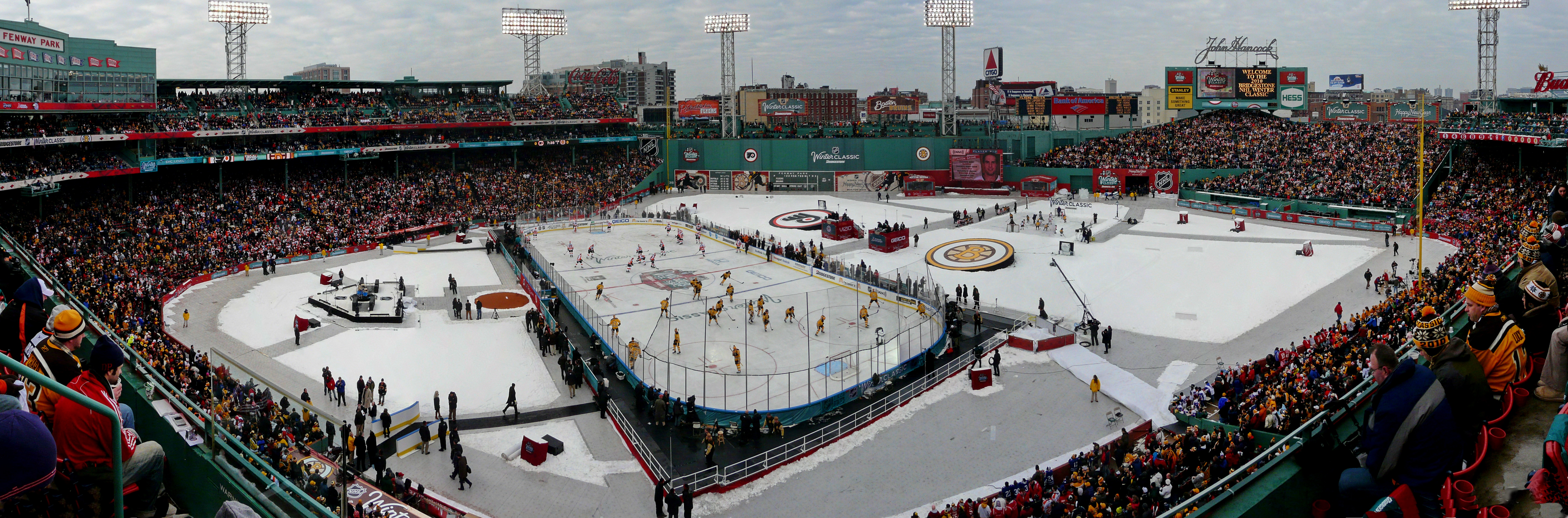
NHL Winter Classic 2010
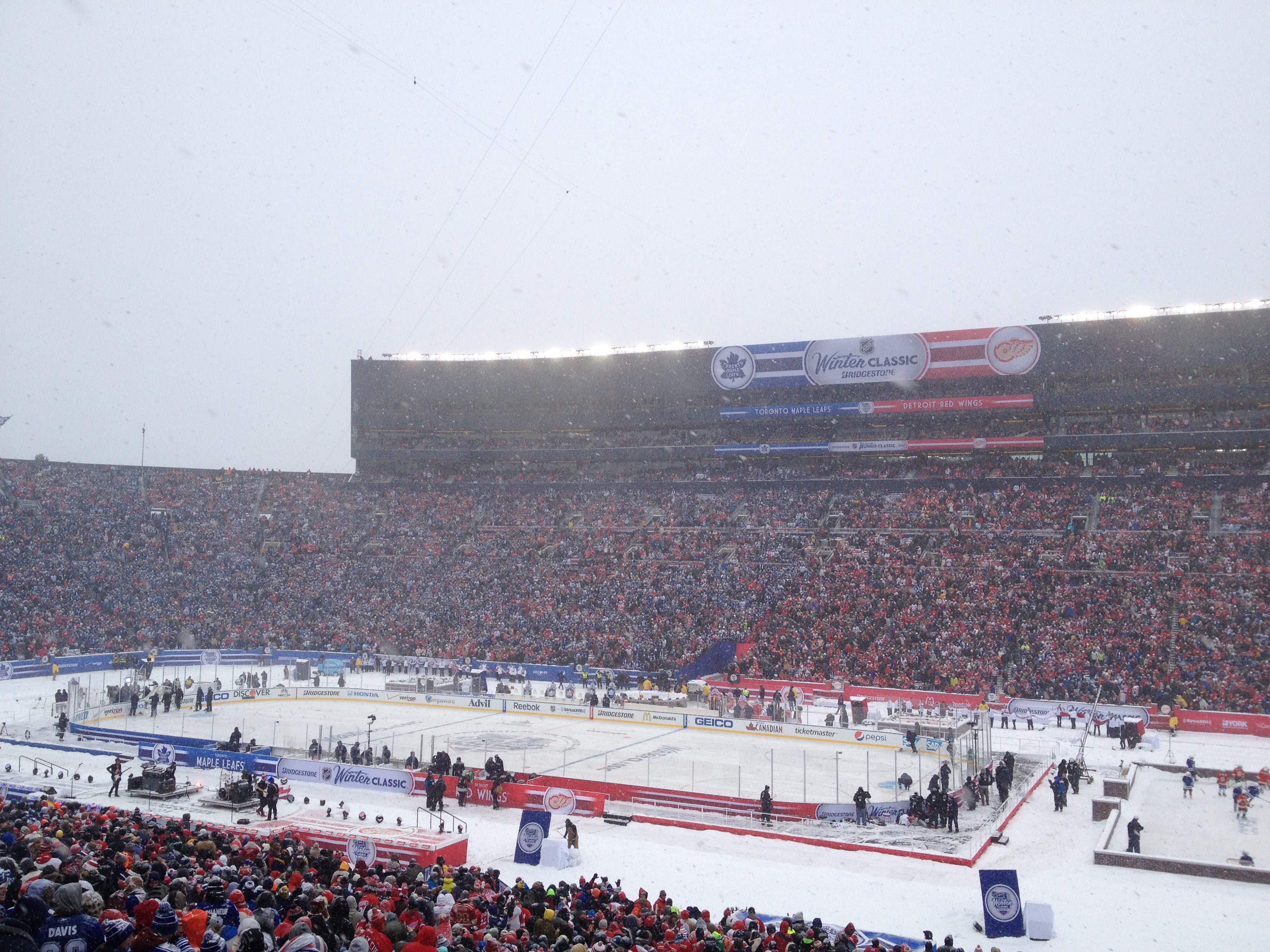
NHL Winter Classic 2014, meistbesuchtes Spiel im Profi-Eishockey